# 페렌츠바로시 TC
페렌츠바로시 TC(헝가리어: Ferencvárosi Torna Club)는 흔히 줄여서 페렌츠바로스(Ferencváros)라는 이름으로 알려진 헝가리 부다페스트 페렌츠바로스 구의 축구 클럽으로 줄여서 프러디(Fradi)라고 부르기도 한다. 현재는 헝가리 리그에 참가하고 있고 팀을 상징하는 색은 녹색과 하양이며 팀의 마스코트가 녹색 독수리이기 때문에 "죌드 셔쇼크"(Zöld Sasok, 헝가리어로 "녹색 독수리"라는 뜻)라는 별칭으로 부르기도 한다.
헝가리에서 인기 높은 축구 팀으로 꼽히고 있으며 남자 축구 외에도 여자 축구, 여자 핸드볼, 남자 수구, 수영, 육상, 체조, 컬링, 풋살, 레슬링, 사이클, 핸드볼, 아이스하키 팀도 운영하고 있다. 페렌츠바로시의 큰 라이벌은 부다페스트를 연고로 하는 우이페슈트이다. 그 외에도 데브레체니와 버셔시, 부다페스트 혼베드, MTK와 라이벌 관계에 있다.

## 성적

### 헝가리 국내 대회
- 헝가리 리그: 우승 35회 (1903, 1905, 1907, 1909, 1910, 1911, 1912, 1913, 1926, 1927, 1928, 1932, 1934, 1938, 1940, 1941, 1949, 1963, 1964, 1967, 1968, 1976, 1981, 1992, 1995, 1996, 2001, 2004, 2016, 2019, 2020, 2021, 2022, 2023, 2024
- 헝가리 컵: 우승 24회 (1913, 1922, 1927, 1928, 1933, 1935, 1942, 1943, 1944, 1958, 1972, 1974, 1976, 1978, 1991, 1993, 1994, 1995, 2003, 2004,  2015, 2016, 2017, 2022)
- 헝가리 슈퍼컵: 우승 4회 (1993, 1994, 1995, 2004)

### 유럽 대회
- 인터시티스 페어스컵: 우승 1회 (1965), 준우승 1회 (1968)
- 미트로파컵: 우승 2회 (1928, 1937), 준우승 4회 (1935, 1938, 1939, 1940)
- UEFA 컵위너스컵: 준우승 1회 (1975)

## 선수 명단

### 현역
참고: FIFA 자격 규정에 따라 소속된 국가대표팀 국기를 표시합니다. 선수는 복수의 FIFA 비회원국 국적을 가지고 있을 수 있습니다.
| 번호 | 포지션 | 국적     | 이름              |
| ---- | ------ | -------- | ----------------- |
| 3    | DF     |          | 스테판 가텐만     |
| 5    | MF     | 기니     | 나비 케이타       |
| 8    | FW     | 세르비아 | 알렉산다르 페시치 |
| 20   | FW     | 말리     | 아다마 트라오레   |

| 번호 | 포지션 | 국적 | 이름 |
| ---- | ------ | ---- | ---- |

## 역대 감독
| 감독                    | 임기      |
| ----------------------- | --------- |
| 셔페르 얼프레드         | 1943~1944 |
| 컬로처이 게저           | 1970      |
| 조란 쿤티치             | 2007      |
| 리카르도 모니츠         | 2012~2013 |
| 토마스 돌               | 2013~2018 |
| 세르히 레브로우         | 2018~2021 |
| 페터 슈퇴거             | 2021      |
| 스타니슬라프 체르체소프 | 2021~2023 |
| 데얀 스탄코비치         | 2023~2024 |
| 파스칼 얀센             | 2024      |
| 로비 킨                 | 2025 ~    |